# Aulacoderus seydeli
Aulacoderus seydeli là một loài bọ cánh cứng trong họ Anthicidae. Loài này được Spassky miêu tả khoa học năm 1955.